# Макежанов, Султанбек Алмасбекович
Султанбек Алмасбекович Макежанов (род. 26 января 1961 года, с. Большевик, Меркенский район, Жамбылская область, Казахская ССР, СССР) — казахстанский государственный служащий. Бывший аким Медеуского района и заместитель акима города Алма-Ата Бауыржана Байбека. Депутат сената парламента Казахстана от города Алма-Ата (с 13 августа 2020 года).

## Биография
Окончил Целиноградский инженерно-строительный институт в 1983 году по специальности инженер-строитель, в 2004 году Международную академию труда.
После окончания института в 1983 году непродолжительное время работал дорожным мастером Талдинского райавтодора.
С 1983—1984 годы работал инженером-геодезистом, мастером ПМК треста «Карагандапромстрой» (г. Караганда).
В 1985 году переехал в город Алма-Ату, где по 1986 год занимал должность секретаря комитета комсомола Алма-Атинской железной дороги. В 1986—1989 годы — инструктор, заведующий отделом Советского райкома Ленинский Коммунистический Союз Молодёжи Казахстана. 1989—1990 — заведующий НТТМ Алма-Атинского горкома Ленинского Коммунистического Союза Молодёжи Казахстана.
В период партийно-комсомольской работы познакомился с Имангали Тасмагамбетовым, занимавшим тогда руководящий пост в Центральном комитете Ленинского Коммунистического Союза Молодёжи Казахстана. Это знакомство в последующие годы с приходом Тасмагамбетова на пост акима города Алматы, стало решающим фактором для назначения Макежанова в акимат города Алма-Ата.
В 1990 году короткое время занимал должность инженера МЖК «Интернационалист», организации созданной под эгидой комсомола для обеспечения жильем воинов-интернационалистов и их молодых семей.
После распада СССР, Макежанов стал заниматься в сфере коммерческой деятельности. В 1991 году — заместитель председателя малого предприятия «Халык казнасы», в 1991—1992 — заместитель председателя совета Фонда социальной защиты молодежи «Жастар». В 1992—1993 был директор ТОО «Саян». В 1993 году занимал пост заместителя председателя правления в АО «Астана-Холдинг банке», принадлежавшему опальному олигарху Мухтару Аблязову. В 1994—1998 — вице-президент частной инвестиционно-строительной корпорации «Казахинвест». С 1998—2001 — начальник отдела СП «Аэлита», с 2001—2002 — директор ТОО «Сириус» СП «Аэлита».

## Работа в акиматах

### Мангистауская область
С середины 2002 года Макежанов перешел на работу в государственную службу, именно в ту пору пост премьер-министра РК занял Имангали Тасмагамбетов.
Деятельность на госслужбе Макежанов начал с помощника акима Мангистауской области (06.-12.2002), с 12.2002-02.2004 уже был в должности руководителя аппарата акима Мангистауской области, с 02.2004-01.2005 — заместитель акима Мангистауской области.

### город Алма-Ата
В январе 2005 года Макежанов занял пост заместителя руководителя аппарата акима города Алма-Ата — Имангали Тасмагамбетова, который стал акимом города в декабре 2004 года.
С июля 2006 года по декабрь 2010 года — директор департамента природных ресурсов и регулирования природопользования города Алма-Ата (с 2008 года руководитель одноименного управления). При Макежанове в городе Алма-Ата была ликвидирована сложившаяся система городского озеленения, приватизировано городское муниципальное госпредприятие Зеленстрой (в дальнейшем обанкрочено), с тех пор озеленением города стали заниматься только частные компании. Макежанов ввел новые «правила Содержания зеленых насаждений» позволяющие вырубать и обрезать городские деревья под различными предлогами прописанными в правилах, что привело к массовой непрекращающейся ежегодной вырубке и обрезке зеленого фонда города, ставшими объектом критики и возмущения горожан. За время нахождения Макежанова на посту руководителя городского природных ресурсов и регулирования природопользования, были проданы в частную собственность многочисленные земельные участки в алматинских парках и скверах, никаких мер по отмене их продажи Макежанов не принял.
С декабря 2010 года по май 2016 года занимал должность акима Медеуского района города Алма-Аты. В бытность управления Макежановым Медеуским районом, за коррупцию было арестовано и осуждено двое его заместителей: в 2013 году Нурлан Наржанов, в 2016 году Абдыкалыков Талгат.
С мая 2016 года по апрель 2019 года пробыл заместителем акима города Алма-Аты Бауыржана Байбека.
С 8 апреля 2019 вновь вернулся на должность акима Медеуского района города Алма-Аты.
В августе 2020 года депутатами маслихата, на основе косвенного избирательного права при тайном голосовании, Макежанов был избран депутатом сената парламента Казахстана от города Алма-Ата. По информации telegram-канала «Uzynqulaq» третий «список» выдвинутых депутатов в сенат, куда вошёл Макежанов был сформирован Бауыржаном Байбеком, ранее являющимся непосредственным руководителем Макежанова.
Награды
- «Құрмет» (2010);
- «Парасат» (2016).